# L’existentialisme est un humanisme
L’existentialisme est un humanisme (dt. Der Existenzialismus ist ein Humanismus) ist ein Essay von Jean-Paul Sartre, der 1946 erstmals publiziert wurde. Sartre hatte ihn im Vorjahr in fast identischer Form vor dem Pariser Maintenant-Club vorgetragen. Er steht in engem Zusammenhang mit Sartres 1943 publiziertem umfangreichen philosophischen Hauptwerk L’être et le néant (Das Sein und das Nichts), dessen Hauptthesen der Essay popularisieren soll, um den inzwischen entstandenen Fehlinterpretationen und Missverständnissen zu begegnen.
Allerdings ist die Relevanz des Werkes durch die neuere Forschung erheblich eingeschränkt worden, was hauptsächlich auf die Vielzahl der als unexakt ausgewiesenen Formulierungen zurückzuführen ist, die Sartre aus „popularisierender Intention“ getätigt haben soll. Der Essay ist deswegen oft ein führender Bestandteil von Lehrveranstaltungen über Sartre, selten aber Gegenstand gezielter Forschungsarbeiten.
Er hält eine Übergangsposition im Denken des Autors zwischen L’être et le néant und der nach dem Zweiten Weltkrieg 1960 veröffentlichten Critique de la raison dialectique (Kritik der dialektischen Vernunft) fest.

## Hauptthesen des Werks

### 1. Der Existentialismus ist ein Optimismus
Zuerst äußert sich Sartre zu dem Vorwurf, der Existentialismus sei düster, hässlich und skandalös. Die Kommunisten würden dem Existentialismus vorwerfen, er erzeuge Verzweiflung, da nach ihm alle Lösungen verbaut seien und das Handeln somit völlig unmöglich sei. Die Christen hingegen würden am Existentialismus kritisieren, dass er die Schönheit des Lebens ignoriere und nur die menschliche Schande, das Schäbige, Trübe und Klebrige zeige.
Beide Vorwürfe hält Sartre für unangebracht. Er beseitigt sie mit den Argumenten, dass der Existentialismus eine Lehre sei, die das menschliche Leben sehr wohl möglich mache. Jede Wahrheit und jede Handlung würde ein menschliches Milieu und eine menschliche Subjektivität einschließen. Der Existentialismus versuche keineswegs, den Menschen in Verzweiflung zu stürzen. Er sei kein Atheismus in dem Sinn, dass er sich in dem Beweis erschöpfe, dass Gott nicht existiere, sondern er erkläre, dass selbst die Existenz Gottes nichts ändern würde. Der Mensch müsse sich selbst wieder finden und sich davon überzeugen, dass ihn nichts vor sich selbst retten könne – nicht einmal ein gültiger Beweis der Existenz Gottes. In diesem Sinne sei der Existentialismus ein Optimismus, eine Lehre der Tat.

### 2. Die Existenz geht der Essenz voraus
Diese These, eine der grundlegendsten für den Existentialismus, erklärt Sartre so: „Wenn Gott nicht existiert, so gibt es zumindest ein Wesen, bei dem die Existenz der Essenz vorausgeht, ein Wesen, das existiert, bevor es durch irgendeinen Begriff definiert werden kann, und dieses Wesen ist der Mensch oder, wie Heidegger sagt, das Dasein.“ Das bedeutet, dass der Mensch zuerst in die Welt eintritt, sich aber erst danach definiert. Der Mensch ist laut Sartre nicht definierbar, weil er zunächst nichts ist. „Er wird erst dann, und er wird so sein, wie er sich geschaffen haben wird.“
Dieser Gedanke kommt neu auf im Existentialismus – bis dahin wurde angenommen, dass Gott den Menschen anhand eines bestimmten Verfahrens und gemäß einem Begriff schaffe, genauso wie der Handwerker einen Brieföffner gemäß einer Definition und einem Verfahren herstellt. Dazu gibt Sartre folgendes Beispiel: „Wenn man einen produzierten Gegenstand betrachtet, zum Beispiel ein Buch oder einen Brieföffner, so wurde dieser Gegenstand von einem Handwerker hergestellt, der sich von einem Begriff hat anregen lassen; er hat sich auf den Begriff Brieföffner bezogen und auch auf ein bereits bestehendes Herstellungsverfahren, das Teil des Begriffs ist – im Grunde ein Rezept. So ist der Brieföffner zugleich ein Gegenstand, der auf eine bestimmte Weise hergestellt wird und andererseits einen bestimmten Nutzen hat. […] Wir sagen also, dass beim Brieföffner die Essenz, das Wesen – das heißt, die Gesamtheit der Rezepte und der Eigenschaften, die es gestatten, ihn zu produzieren und zu definieren – der Existenz vorausgeht. […] Wir haben es hier mit einer technischen Betrachtung der Welt zu tun, bei der die Produktion der Existenz vorausgeht.“
Bei den atheistischen Philosophen im 18. Jahrhundert wird die Vorstellung von Gott beseitigt, nicht jedoch der Gedanke, dass das Wesen der Existenz vorausgeht. Diese meinen, dass der Mensch Besitzer einer menschlichen Natur sei, die den Begriff des Menschen ausmache – dies steht im völligen Gegensatz zur existenzialistischen Annahme, dass es keine menschliche Natur gebe und der Mensch sich erst nach der Geburt definieren müsse.

### 3. Der Mensch ist nichts anderes als das, wozu er sich macht
Dieses „erste Prinzip des Existentialismus“ – auch genannt Subjektivität – ist die logische Weiterführung des eben erklärten Gedankens, dass die Existenz der Essenz vorausgehe. Wenn wir uns selbst erschaffen, müssten wir auch bestimmen, wie wir uns selbst erschaffen wollen – wir müssten selbst entscheiden, wie wir leben wollen. Der Mensch sei für das, was er ist, verantwortlich. So bestehe die erste Absicht des Existentialismus darin, jeden Menschen in den Besitz seiner selbst zu bringen und ihm die totale Verantwortung für seine Existenz zu übertragen. Diese Verantwortung trüge er jedoch nicht nur für seine Individualität, sondern für alle Menschen.
Der Mensch muss also eine Wahl treffen, was seinen Lebensweg betrifft. Von dieser Wahl wird er voll und ganz überzeugt sein, da das, was er wählt, niemals das Schlechte für ihn sein kann. Was er wählt, ist immer gut, und nichts kann nur für einen einzigen Menschen gut sein, es muss für alle gut sein. Sartre beschreibt dies mit folgenden Worten: „So ist unsere Verantwortung viel größer, als wir vermuten können, denn sie betrifft die gesamte Menschheit. […] Wenn ich – eine individuellere Angelegenheit – mich verheiraten und Kinder haben will, ziehe ich dadurch, selbst wenn diese Heirat einzig von meiner Situation oder meiner Leidenschaft oder meinem Begehren abhängt, nicht nur mich selbst, sondern die gesamte Menschheit auf den Weg zur Monogamie. So bin ich für mich selbst und für alle verantwortlich, und ich schaffe ein bestimmtes Bild vom Menschen, den ich wähle; mich wählend wähle ich den Menschen.“

### 4. Angst ist Bedingung des Handelns
Eine wichtige These des Existentialismus lautet: „Der Mensch ist Angst.“ Was bedeutet das eigentlich und woher kommt diese Angst? Laut Sartre müsse den Menschen die Überlegung, dass er mit seiner Lebenswahl nicht nur eine Entscheidung für sich, sondern für alle trifft, in Angst versetzen. Er könne dem „Gefühl seiner totalen und tiefen Verantwortung“ nicht entrinnen, wenn er sich darüber im Klaren sei, dass er ein Gesetzgeber für die gesamte Menschheit sei. Der Mensch müsse sich immer fragen, was geschehen würde, wenn alle so handelten. Außerdem müsse er sich darüber Gedanken machen, ob er auch derjenige sei, der das Recht habe, so zu handeln, dass sich die Menschheit nach seinen Taten richten könne. Wenn er sich das nicht frage, verhindere er das Aufkommen von Angst – dies sei jedoch falsch.
Denn die Angst, die der Mensch bei diesen Fragen verspüren sollte, sei eine einfache Angst, die alle kennen, die einmal eine größere Verantwortung zu tragen hatten. Sartre bringt an dieser Stelle das Beispiel eines Offiziers, der die Verantwortung für einen Angriff trägt und somit für die Entscheidung über Leben und Tod einer bestimmten Anzahl von Männern. Auch wenn der Offizier Befehle von oben erhält, sind diese weit gefasst und müssen von ihm interpretiert werden – von dieser Interpretation hängt das Leben von mehreren Soldaten ab. Es sei unmöglich, dass er beim Treffen seiner Entscheidung nicht eine gewisse Angst empfinde. Diese Angst sei eine, die jeder Verantwortliche kenne. Sie hindere ihn nicht zu handeln, im Gegenteil, sie sei die Bedingung seines Handelns. Denn diese Angst führe dazu, dass eine Entscheidung nicht vorschnell gefällt werde und somit vielleicht unverantwortlich ist. „Sie ist kein Vorhang, der uns vom Handeln trennt, sie ist Teil des Handelns selbst.“

### 5. Der Mensch ist Verlassenheit
Das Gefühl der Verlassenheit resultiere laut Existentialismus daraus, dass Gott nicht existiere und man daraus die Konsequenzen ziehen müsse. Französische Professoren, die um 1880 versuchten, eine weltliche Moral aufzustellen, sagten ungefähr folgendes: „Gott ist eine unnütze und kostspielige Hypothese, wir streichen sie, aber bestimmte Werte müssen dennoch ernst genommen und als a priori bestehend betrachtet werden, damit es eine Moral, eine Gesellschaft, eine geordnete Welt gibt; ehrlich sein, nicht lügen, seine Frau nicht schlagen, Kinder machen usw. muss als a priori obligatorisch sein.“ Diese Gelehrten, die eine Moral ohne Gott einführen wollten, bemerkten, dass eine Gesellschaft ohne Normen nicht möglich sei, dass es sonst unsittlich und alles andere als bürgerlich geordnet zugehen werde. Dabei kamen sie auf Werte, die so bzw. so ähnlich schon in der Bibel – bei den Zehn Geboten – vorkommen. Für jede Staatsform, die für ein ganzes Volk gültig sein soll, müssen Normen bestehen. Aber wie sollen diese a priori – also von vornherein – gegeben sein, wenn es keinen Gott gibt? Mit Gott verschwindet jede Möglichkeit, Werte in einem geistigen Himmel zu finden, da es kein unendliches und vollkommenes Bewusstsein gibt. Da wir uns auf einer Ebene befinden, wo es nichts außer dem Menschen gibt, ist nirgends festgesetzt, dass das Gute existiert.
Der Ausgangspunkt des Existentialismus ist eine Aussage von Dostojewski „Wenn Gott nicht existiert, ist alles erlaubt.“ Somit ist der Mensch verlassen, denn er findet weder in sich, noch außer sich einen Halt und Entschuldigungen. Wir haben keine Werte und Anweisungen vor uns, die unser Verhalten rechtfertigen könnten. Wir sind allein, ohne Entschuldigungen. Wir sind also frei.

### 6. Der Mensch ist frei
Die Freiheit spielt in Sartres Philosophie und für den Existentialismus allgemein eine große Rolle. Der Mensch sei frei, weil es keinen Determinismus gebe, weil es nichts gebe, nach dem er sich richten, an dem er sich orientieren könne. Deshalb habe er die Möglichkeit, sich selbst zu entwerfen, seine eigenen Wertvorstellungen und Normen zu entwickeln und als einziger über sich selbst zu bestimmen. Sartre leugnet jegliche Zwänge aufgrund äußerer gesellschaftlicher, natürlicher oder göttlicher Anweisungen – diese seien Konstruktionen, die dem Menschen die Verantwortung für das, was er tut, nicht abnähmen.
Sartre sieht diese Freiheit aber nicht nur als etwas Positives an, er schreibt sogar: „Der Mensch ist dazu verurteilt, frei zu sein. Verurteilt, weil er sich nicht selbst erschaffen hat, und dennoch frei, weil er, einmal in die Welt geworfen, für all das verantwortlich ist, was er tut.“ Freiheit bedeutet also als Privileg, den Dingen einen Sinn nach eigenen Maßstäben zu verleihen und in und mit ihnen so seinen Frieden zu finden. Freiheit bedeutet aber auch die Verurteilung, dies ein Leben lang tun zu müssen, mit der Gefahr, sich für die falsche Tat zu entscheiden.

### 7. Es gibt keine festgeschriebene Moral
Sartre beschäftigt sich auch mit der Entstehung von Werten und mit der Frage, ob es eine allgemein gültige Moral gebe. Dabei kommt er zu der Erkenntnis, dass Kants Philosophie in diesem Punkt falsch sein müsse, er lehnt den Kategorischen Imperativ ab.
Sartre beschreibt den Fall eines Schülers von ihm, der in einer wichtigen Angelegenheit zwischen zwei Typen von Moral schwankt, wobei keiner von beiden von vornherein als richtig oder falsch bewertet werden könne. Dieser hilfesuchende Schüler überlegte, ob er nach England gehen, um sich bei den französischen Streitkräften zu engagieren oder doch bei seiner einsamen, auf ihn angewiesenen Mutter bleiben solle.
Er musste sich also zwischen der Moral der Sympathie, der individuellen Hingabe und einer weiter gespannten Moral (welche von fragwürdigerer Wirksamkeit war) entscheiden. Dabei konnte er sich nach keinen allgemein geltenden Werten orientieren. Wie konnte er in diesem Fall wissen, welche Entscheidung moralisch besser sei? Selbst wenn er sich an der christlichen Lehre orientieren würde, die besagt, dass man barmherzig sein, sich für den anderen opfern und den dornigsten Weg wählen sollte, würde er keine Antwort erhalten. Denn welcher Weg ist der dornigste, mit welcher Entscheidung würde er barmherziger handeln? Diese Frage ist nicht lösbar. Damit steht fest, dass es in diesem Fall keine a priori richtige Moral gibt. Dies bringt Sartre zu dem Schluss, dass es keine festgeschriebene Moral geben könne.

### 8. Cogito ergo sum
Sartre schließt sich der These Descartes’ über die Erkenntnis des Menschen an. Er schreibt: „Es kann als Ausgangspunkt keine andere Wahrheit geben als diese: ‚ich denke, also bin ich‘, das ist die absolute Wahrheit des sich selbst erreichenden Bewusstseins.“ Jede andere Theorie würde die Wahrheit ausstreichen, denn außerhalb des cartesianischen cogito wären alle Objekte nur wahrscheinlich und „eine Lehre der Wahrscheinlichkeiten, die nicht an einer Wahrheit festgemacht ist, stürzt ins Nichts ab. […] Damit es also irgendeine Wahrheit gibt, braucht es eine absolute Wahrheit;“ Außerdem sei Descartes’ Theorie die einzige, die dem Menschen Würde verleihe, weil sie die einzige sei, die ihn nicht zum Objekt mache.
Im Existentialismus wird die Lehre Descartes’ jedoch insofern abgewandelt, als man im cogito nicht nur sich selbst, sondern auch die anderen entdecken kann. Durch das Ich-denke würden wir uns selbst im Angesicht des Anderen erreichen und der Andere sei für uns somit ebenso gewiss wie wir selbst. „So entdeckt der Mensch, der sich selbst durch das cogito unmittelbar erreicht, auch alle anderen, und er entdeckt sie als die Bedingung seiner Existenz. Er wird sich dessen bewusst, dass er nichts sein kann (in dem Sinn, wie man sagt, man sei geistreich oder man sei böse oder man sei eifersüchtig), wenn nicht die anderen ihn als solchen anerkennen. […] Der andere ist für meine Existenz unentbehrlich, wie übrigens auch für die Kenntnis, die ich von mir selbst habe.“ Wenn man also andere Menschen braucht, um sich selbst zu erkennen, um überhaupt zu existieren, ist das Urteil, das ein Anderer über einen fällt, entscheidend.

### 9. Der Existentialismus ist ein Humanismus
Zuletzt äußert sich Sartre zu dem Vorwurf, dass er die Frage stelle, ob der Existentialismus ein Humanismus sei. Im Ekel habe er geschrieben, dass die Humanisten irren würden, er habe sich über einen bestimmten Typ von Humanisten lustig gemacht – dies hatte zu einem Missverständnis der an Philosophie Interessierten an seiner Aussage geführt, dass der Existentialismus ein Humanismus sei. Sartre erklärt nun die zwei verschiedenen Bedeutungen, die der Begriff „Humanismus“ habe.
Erstens könne man unter Humanismus eine Theorie verstehen, die den Menschen als Zweck und höchsten Wert ansieht. Diese unterstelle, dass man dem Menschen aufgrund der grandiosen Taten bestimmter Menschen einen Wert zusprechen könne. Er gibt dazu ein Beispiel: „Bei Cocteau zum Beispiel gibt es Humanismus in diesem Sinn, wenn in seiner Erzählung ‚Le Tour du monde en 80 heures’ eine Gestalt deshalb, weil sie im Flugzeug Berge überfliegt, erklärt, der Mensch sei großartig. Das bedeutet, dass ich, der die Flugzeuge nicht gebaut, in den Genuss dieser besonderen Erfindungen kommen und mich aufgrund der besonderen Taten einiger Menschen verantwortlich und stolz fühlen kann.“ Dies sei seiner Meinung nach absurd, denn nur der Hund oder ein Pferd könnten ein Gesamturteil über den Menschen fällen und erklären, er sei großartig. (Diese würden sich jedoch davor hüten, das zu tun.) Es sei völlig unannehmbar, dass der Mensch ein Urteil über den Menschen fälle. Der Existentialismus werde den Menschen niemals zum Endzweck erklären, da er stets zu schaffen sei. Das werde zu einem Kult der Menschheit (nach Art von Auguste Comte) führen. Und dieser ende wiederum im geschlossenen Humanismus von Comte und schlussendlich im Faschismus. Diese Art von Humanismus lehnt Sartre kategorisch ab.
Die Art von Humanismus, auf die er den Existentialismus bezieht, meint folgendes: Der Mensch sei ständig außerhalb seiner selbst; indem er sich außerhalb seiner selbst entwirft und verliert, bringt er den Menschen zur Existenz. Es gibt außerdem kein anderes Universum als das menschliche – das Universum der menschlichen Subjektivität. Subjektivität versteht er in dem Sinn, dass der Mensch nicht in sich selbst eingeschlossen, sondern immer in einem menschlichen Universum gegenwärtig ist. Als Humanismus bezeichnet er diese Philosophie insofern, als der Mensch daran erinnert wird, dass es keinen anderen Gesetzgeber als ihn selbst gibt und er in dieser Verlassenheit über sich selbst entscheidet (vgl. 5. Der Mensch ist Verlassenheit). Dem Menschen wird außerdem gezeigt, dass er sich nicht durch Rückwendung auf sich selbst verwirklicht, sondern durch die ständige Suche eines Zieles außerhalb seiner selbst.